# The Doughnut in Granny's Greenhouse
«The Doughnut In Granny's Greenhouse» es el segundo álbum lanzado en 1968 por la banda de rock cómico y jazz, Bonzo Dog Doo-Dah Band, que a este tiempo se llamaba "Bonzo Dog Band" para abreviación, producido por Gus Dudgeon en compañía de Gerry Bron para la discográfica Liberty Records.
La banda pasó de hacer especialmente jazz a un estilo más psicodélico, y expandiéndose a géneros como el blues.

## Estilo
Como ya establecido, la banda se expandió a géneros presentes en los 60s como el rock psicodélico, presente en "Humanoid Boogie" y "Beatiful Zelda", canción escrita por Neil Innes que habla de una manera cómica acerca de una relación con un extraterrestre, o blues en  "Can Blue Men Sing The Whites", mientras que sus orígenes en el jazz siguen presentes en canciones como "Rhinocratic Oaths" y "My Pink Half of the Drainpipe".

## Escritura
Dejando atrás los covers que se habían hecho en su primer álbum, todas las canciones del álbum son originales de la banda, tanto de Neil Innes, como Vivian Stanshall, con una canción escrita por Roger Ruskin Spear.
El coro de "We Are Normal", escrita por Innes y Stanshall presenta la letra "Somos normales y queremos nuestra libertad", una referencia a una línea de la obra de 1963 The Persecution and Assassination of Jean-Paul Marat as Performed by the Inmates of the Asylum of Charenton Under the Direction of the Marquis de Sade, más conocida como Marat/Sade una línea también citada en "The Red Telephone", una canción de la banda estadounidense Love de su álbum de 1967 Forever Changes.

## Lanzamiento
En Estados Unidos, el álbum fue lanzado bajo el título "Urban Spaceman", tras incluir su sencillo más exitoso al momento, I'm The Urban Spaceman, sacada de su próximo álbum, Tadpoles.

## Lista de canciones
| Cara A |                                |          |  |
| N.º    | Título                         | Duración |  |
| 1.     | «We Are Normal»                | 4:49     |  |
| 2.     | «Postcard»                     | 4:23     |  |
| 3.     | «Beatiful Zelda»               | 2:25     |  |
| 4.     | «Can Blue Men Sing the Whites» | 2:49     |  |
| 5.     | «Hello Mabel»                  | 2:46     |  |
| 6.     | «Kama Sutra»                   | 0:40     |  |

| Cara B |                                 |          |  |
| N.º    | Título                          | Duración |  |
| 1.     | «Humanoid Boogie»               | 3:03     |  |
| 2.     | «Trouser Press»                 | 2:18     |  |
| 3.     | «My Pink Half of the Drainpipe» | 3:34     |  |
| 4.     | «Rockaliser Baby»               | 3:22     |  |
| 5.     | «Rhinocratic Oaths»             | 3:42     |  |
| 6.     | «11 Moustachioed Daughters»     | 4:49     |  |